# William den Boer
Willem Arie (William) den Boer (Dalfsen, 22 december 1977) is een Nederlandse theoloog en kerkhistoricus.

## Loopbaan
Den Boer doorliep het vwo aan de reformatorische scholengemeenschap Pieter Zandt te Kampen en studeerde daarna theologie aan de christelijk-gereformeerde Theologische Universiteit Apeldoorn.
In 2004 legde hij zijn doctoraalexamen cum laude af. In 2008 promoveerde hij op het proefschrift Duplex Amor Dei. Contextuele karakteristiek van de theologie van Jacobus Arminius (1559–1609). Dit proefschrift veroorzaakte enige ophef in bevindelijk-gereformeerde kring, omdat Den Boer Arminius een gereformeerd theoloog noemde. Vanuit de kringen van Bewaar het Pand werd zelfs officieel bezwaar gemaakt tegen het boek, waardoor het curatorium (raad van toezicht) van de Theologische Universiteit en Den Boer zich genoodzaakt zagen te verklaren dat de kwalificatie 'gereformeerd' in het boek de aanduiding van een kerkhistorische stroming is en dat hiermee niet wordt gesteld dat Arminius' opvattingen orthodox gereformeerd zijn.
Den Boer is sinds 2007 universitair docent Nederlandse kerkgeschiedenis en dogmageschiedenis aan de Theologische Universiteit Apeldoorn. Ook is hij sinds 2006 in deeltijd wetenschappelijk medewerker van het Instituut voor Reformatieonderzoek. Hij heeft diverse kerkhistorische publicaties op zijn naam staan, onder meer over de kerkhervormer Johannes Calvijn. Tevens was hij co-auteur van het Handboek Nederlandse Kerkgeschiedenis uit 2006.

## Publicaties
- 'Bullingers briefwisseling met Traheronus over providentie en predestinatie', in: Theologia Reformata 48-1 (2005), 4-26.
- met Herman Selderhuis (ed.), Calvini Opera Database 1.0 (Instituut voor Reformatieonderzoek: Apeldoorn 2005).
- met Peter Nissen, 'De Middeleeuwen na 1200', in: Handboek Nederlandse Kerkgeschiedenis (Kok: Kampen 2006), p. 119-213, ISBN 978-90-435-1709-6.
- Duplex Amor Dei. Contextuele karakteristiek van de theologie van Jacobus Arminius (1559–1609). Instituut voor Reformatieonderzoek: Apeldoorn 2008 (dissertatie).
- (red.), Een machtig arbeidsveld. De opbouw van het kerkelijk leven in de Noordoostpolder (Vereniging voor Nederlandse Kerkgeschiedenis: Gouda 2008).
- met Herman Selderhuis (ed.), Melanchthoni Opera Database (Instituut voor Reformatieonderzoek: Apeldoorn 2008).
- 'Het Nederlands Calvinisme', in: Karla Apperloo-Boersma en Herman J. Selderhuis, Calvijn en de Nederlanden, (Apeldoorn 2009), p. 86-107, ISBN 978-90-79771-03-5.
- Calvijn en het Nederlandse Calvinisme, Apeldoornse studies 53, ISBN 978-90-75847-26-0.
- (red.), Opnieuw Calvijn. Verzameling Nederlands Calvijnstudies (Instituut voor Reformatieonderzoek: Apeldoorn 2009).